# Maksimiškis
Maksimiškis – dawna kolonia na Litwie, w okręgu uciańskim, w rejonie oniksztyńskim, w gminie Traupis.

## Historia
Według danych z 1902 roku ówczesny dwór Maksimiszki wchodził w skład wołości Traszkuny w ujeździe wiłkomierskim, w guberni kowieńskiej. Zamieszkany był przez 9 osób.
Po II wojnie światowej Maksimiškis otrzymały status kolonii i znalazły się w granicach gminy Traupis w rejonie oniksztyńskim. W 1959 roku kolonia liczyła 2 mieszkańców, w 1970 roku – 3 mieszkańców, natomiast w 1979 roku była już wyludniona. W 1986 roku miejscowość została zlikwidowana.

## Urodzeni
- Antoni Mackiewicz (nauczyciel)